# کیندینده
کیندینده شهری در شهرستان زیمتنگا در استان بام در بورکینافاسوی شمالی است و جمعیت آن ۲۲۲ نفر است.